# Abod
Abod (hongrois : Abod [ˈɒbod]) est une localité hongroise située dans le comitat de Borsod-Abaúj-Zemplén.

## Histoire
Abod est un village dont l'existence remonte probablement au XIIIe siècle. Un document de 1300 le mentionne sous le nom de Vyobud (Újabod). À cette époque, le domaine est vendu par le fils du comte du comté de Torna à Domokos, un membre du clan Apc (Opuz). L'origine du nom Abod est souvent rattachée au mot turc aba, signifiant « père », et pourrait être un diminutif du prénom Aba, lui-même lié à l'ancienne et influente famille Aba, qui possédait de vastes terres dans les comtés d'Abaúj, Sáros, Borsod et Heves sous le règne de saint Étienne.
Au XVIe siècle, Abod appartient à la famille Bebek, dont le centre de pouvoir est le château de Szendrő. En 1566, le roi confisque les biens de György Bebek après le siège du château, et le village devient une dépendance du domaine royal de Szendrő. En 1576, il est pillé et incendié par les Ottomans, mais survit, figurant dès l'année suivante dans les registres fiscaux ottomans.
En 1690, la famille Csáky acquiert le village et le conserve jusqu'au milieu du XIXe siècle. À la fin du XVIIe siècle, une communauté slave (russe ruthène) s'y installe, suivie par d'autres vagues d'immigration, notamment autour de 1730. Selon le notaire local Lajos Podharszky, les Ruthènes auraient commencé à s'établir autour de 1711, en provenance des comtés de Szepes, Sáros et Abaúj.
Le village est durement touché par la guerre d'indépendance de Rákóczi et l'épidémie de peste qui ravage la région. En 1710, la population est décimée, laissant Abod pratiquement désert. Un témoignage raconte qu'un habitant, avant de quitter les lieux, grava ces mots sur le mur de l'église : « Les familles sont toutes parties. Abod est resté vide en l'an du Seigneur 1710. Que les morts reposent en paix. »
Au XXe siècle, Abod traverse les guerres mondiales et l'industrialisation sans se soumettre à la collectivisation forcée. Même sous le régime communiste, les habitants maintiennent une agriculture indépendante et refusent de créer une coopérative collective.
Le village possédait autrefois une mine de charbon et un château, le manoir Czekeházy, ainsi qu'un domaine agricole, Királykúti, et un ensemble de caves à vin. Un tunnel, aujourd'hui disparu, aurait autrefois relié Abod au château de Szendrő et à la forteresse d'Edelény.
Avant la transition démocratique, Abod était administrativement rattaché à Edelény. En 1992, il retrouve son autonomie.

## Population

### Minorités culturelles et religieuses
En 2001, la population du village était composée à 90 % de Hongrois et à 10 % de Roms.
Lors du recensement de 2011, l'ensemble des habitants se déclaraient Hongrois, mais 12,9 % s'identifiaient également comme Roms, 1,4 % comme Allemands et 15,7 % comme Ruthènes (les déclarations d'identité multiple pouvant dépasser 100 %). Sur le plan religieux, 21 % étaient catholiques romains, 11 % réformés et 47,1 % catholiques grecs, tandis que 5,7 % se déclaraient sans religion et 3,3 % ne répondaient pas.
En 2022, 87,8 % des habitants se déclaraient Hongrois, 24,4 % Ruthènes, 8,4 % Roms, 3,8 % Ukrainiens, 1,5 % Allemands, 0,8 % Slovaques, 0,8 % Polonais et 6,9 % d'une autre nationalité étrangère (8,4 % ne se sont pas prononcés). Concernant la religion, 14,5 % étaient catholiques romains, 8,4 % réformés, 37,4 % catholiques grecs, 1,5 % affiliés à d'autres confessions chrétiennes, 10,7 % sans religion, tandis que 27,5 % ne se sont pas exprimés.

## Équipements

### Réseaux extra-urbains
Le village est situé à 14 kilomètres au nord-est d'Edelény et à environ 35 kilomètres au nord de Miskolc.
Il est entouré par plusieurs localités : au nord, Galvács (6 km) ; à l'est, Irota et Szakácsi (6 km) ; au sud-est, Lak ; au sud, Ládbesenyő (8 km) ; au sud-ouest, Szendrőlád ; et à l'ouest, Szendrő (11 km). Les villes les plus proches sont Szendrő et Edelény.
Le village est accessible uniquement par la route, via Ládbesenyő ou Galvács par la route 2615, ou depuis Szakácsi par une route municipale revêtue mais non numérotée.

## Patrimoine urbain
L'église réformée a été construite à la fin du XIIIe siècle dans un style roman pour la communauté catholique, avant de passer aux réformés. Elle a été remaniée en 1929. C'est un édifice modeste doté de fenêtres en arc cintré et surmonté d'un petit clocher en bois.
L'église grecque-catholique, construite en 1775 dans un style baroque, abrite une iconostase de style copf, dont les peintures ont été réalisées en 1844 par Lajos Dobrovolszky.
Le lac d'Abod et le belvédère d'Abod sont des sites naturels offrant des panoramas sur les environs du village.